# Tullio Simoncini
Tullio Simoncini (Viterbo, 1951 - Italia, enero de 2024)
fue un médico oncólogo que resultó apartado de la medicina por prescribir bicarbonato sódico para tratar el cáncer.
Su prescripción se debía a que él opinaba que el cáncer se debe a la acción de un hongo común de la especie Candida albicans. También afirmaba erróneamente que la cándida se puede eliminar con bicarbonato de sodio. Su tratamiento consistía en inyectar bicarbonato en la zona donde se encontraba el tumor canceroso.

## Juicio
Tullio Simoncini fue juzgado y condenado en 2006 por homicidio y fraude, tras la muerte de uno de sus pacientes debido a su tratamiento, ya que el bicarbonato no detiene el crecimiento de las células cancerosas y no impide su proliferación ni la metástasis.
No obstante, sus defensores objetaban que no se ha demandado a nadie por las muertes que ocurren debido a la falta de efectividad de los tratamientos de quimioterapia.
Sin embargo, está comprobado científicamente que la quimioterapia o la radioterapia, a pesar de sus efectos adversos, sí pueden reducir a las células cancerosas.
Simoncini fue expulsado del Colegio de Médicos y se le prohibió el ejercicio de la medicina en Italia.
En octubre de 2012 falleció un tal Luca Olivotto (27), apenas cuatro meses después de que le descubrieran una neoplasia cerebral.
En 2018, Simoncini fue juzgado y condenado por el Tribunal Monocrático de Roma a cinco años y medio de prisión por homicidio y ejercicio abusivo de la profesión médica.
Falleció en Italia en enero de 2024.